# Nisan Butbull
Nisan Butbull (* 13. Mai 1981) ist ein israelischer Eishockeyspieler, der seine gesamte bisherige Karriere beim HC Bat Yam in der israelischen Eishockeyliga verbrachte.

## Karriere
Nisan Butbull begann seine Karriere beim HC Bat Yam, für den er seither ununterbrochen spielt. Mit der Mannschaft von der Mittelmeerküste, für die er seit 1997 in der israelischen Liga spielt, wurde er 2016 und 2018 israelischer Meister.

### International
Butbull nahm mit dem israelischen Nachwuchs an den U18-D-Europameisterschaften 1996, 1997 und 1998 sowie an der U18-Weltmeisterschaft der Europa-Division 2 1999 teil.
Für die Herren-Nationalmannschaft spielte er zunächst bei den D-Weltmeisterschaften 1998 und 1999. Nach der Umstellung auf das heutige Divisionensystem trat er für die Israelis bei den Weltmeisterschaften 2004, 2008, 2009, 2012 und 2015 in der Division II an. Zudem vertrat er seine Farben bei den Qualifikationsturnieren für die Olympischen Winterspiele in Sotschi 2014 und in Pyeongchang 2018.

## Erfolge und Auszeichnungen
- 2016 Israelischer Meister mit dem HC Bat Yam
- 2018 Israelischer Meister mit dem HC Bat Yam